# Orange Bowl 2016
Match précédent Match suivant
L'Orange Bowl 2016 est un match de football américain de niveau universitaire joué après la saison régulière de 2016, le 30 décembre 2016 au Hard Rock Stadium à Miami Gardens en Floride. 
Il s'agit de la 83e édition de l'Orange Bowl.
Le match met en présence les équipes des Wolverines du Michigan issue de la Big Ten Conference et des Seminoles de Florida State issue de l'Atlantic Coast Conference.
Il a débuté à 20 heures locales (UTC−06:00) et a été retransmis en télévision sur ESPN.
Sponsorisé par la société financière Capital One, le match est officiellement dénommé le Capital One Orange Bowl 2016.
Florida State gagne le match sur le score de 33 à 32.

## Présentation du match
| Équipes                                                                                        | Conférences | Entraîneurs  | Stats. saison rég. | Classements avant le bowl CFP-AP-Coaches |
| ---------------------------------------------------------------------------------------------- | ----------- | ------------ | ------------------ | ---------------------------------------- |
| Michigan                                                                                       | Big Ten     | Jim Harbaugh | 10-2               | 6 - 6 - 6                                |
| Florida State                                                                                  | ACC         | Jimbo Fisher | 9-3                | 11 - 10 - 10                             |
| Arbitre : Matt Austin (SEC) Équipe donnée favorite par les bookmakers : Michigan par 7 points. |             |              |                    |                                          |

Il s'agit de la 3e rencontre entre ces deux équipes :
| Saison | Résultat             |
| ------ | -------------------- |
| 1986   | Florida State, 51-31 |
| 1991   | Michigan, 20–18      |

### Wolverines du Michigan
Avec un bilan global en saison régulière de 10 victoires et 2 défaites, Michigan est éligible et est sélectionnée pour participer à l'Orange Bowl de 2016. Il s'agira du 45e bowl de leur histoire soit le 11e meilleur total des équipes de Div. 1 FBS.
Ils terminent 3e de la East Division de la Big Ten derrière #7 Penn State et #6 Ohio State, avec un bilan en division de 7 victoires et 2 défaites.
À l'issue de la saison 2016 (bowl non compris), ils seront classés #6 aux classements CFP, AP et Coaches.
À l'issue de la saison 2016 (bowl compris), ils seront classés #10 aux classements AP et Coaches, le classement CFP n'étant pas republié après les bowls.
Il s'agit de leur 3e participation à l'Orange Bowl. 
| Date             | Saison | Adversaire | Score | Victoire - Défaite |
| ---------------- | ------ | ---------- | ----- | ------------------ |
| 1er janvier 1976 | 1975   | Alabama    | 35-34 | V : 1 - 0          |
| 1er janvier 2000 | 1999   | Oklahoma   | 14-6  | D : 1 - 1          |

### Seminoles de Florida State
Avec un bilan global en saison régulière de 9 victoires et 3 défaites, Alabama est éligible et est sélectionnée pour participer à l'Orange Bowl de 2016. Il s'agit du 46e bowl de leur histoire.
Ils terminent 3e de l'ACC derrière #1 Clemson et # 21 Louisville, avec un bilan en division de 5 victoires et 3 défaites.
À l'issue de la saison 2016 (bowl non compris), ils seront classés #11 au classement CFP et #10 aux classements AP et Coaches.
À l'issue de la saison 2016 (bowl compris), ils seront classés #8 aux classements AP et Coaches, le classement CFP n'étant pas republié après les bowls.
Il s'agit de leur 10e participation à l'Orange Bowl (3e meilleur total des équipes y ayant participé) : 
| Date             | Saison | Adversaire        | Score | Victoire - Défaite |
| ---------------- | ------ | ----------------- | ----- | ------------------ |
| 1er janvier 1980 | 1979   | Oklahoma          | 24-07 | D : 0 - 1          |
| 1er janvier 1981 | 1980   | Oklahoma          | 18-17 | D : 0 - 2          |
| 1er janvier 1993 | 1992   | Nebraska          | 27-14 | V : 1 - 2          |
| 1er janvier 1994 | 1993   | Nebraska          | 18-16 | D : 2 - 2          |
| 1er janvier 1996 | 1995   | Notre Dame        | 31-26 | V : 3 - 2          |
| 1er janvier 2001 | 2000   | Oklahoma          | 13-02 | D : 3 - 3          |
| 1er janvier 2004 | 2003   | Miami             | 16-14 | D : 3 - 4          |
| 1er janvier 2006 | 2005   | Penn State        | 26-23 | D : 3 - 5          |
| 1er janvier 2013 | 2012   | Northern Illinois | 31-10 | V : 4 - 5          |

## Résumé du match
| QT          | Temps       | Drive       | Drive       | Drive       | Équipe      | Description de l'action | Score | Score |
| QT          | Temps       | Jeux        | Yards       | TDP         | Équipe      | Description de l'action | MICH  | FSU   |
| ----------- | ----------- | ----------- | ----------- | ----------- | ----------- | --- | ----- | ----- |
| 1           | 12:47       | 6           | 75          | 2:13        | FSU         | TD à la suite d'une course de 2 yards par RB Dalvin Cook (+ 1 point de conversion par K Ricky Aguayo)                                                      | 0     | 7     |
| 1           | 9:11        | 4           | 0           | 1:31        | MICH        | FG de 19 yards par K Kenny Allen | 3     | 7     |
| 1           | 7:31        | 5           | 50          | 1:40        | FSU         | FG de 42 yards par K Ricky Aguayo | 3     | 10    |
| 1           | 2:49        | 1           | 92          | 0:14        | FSU         | TD de 92 yards par WR Nyquan Murray à la suite d'une réception de passe de QB Deondre Francois (+ 1 point de conversion par K Ricky Aguayo)                | 3     | 17    |
| 2           | 9:36        | 11          | 59          | 4:30        | MICH        | FG de 28 yards par K Kenny Allen | 6     | 17    |
| 2           | 4:49        | 15          | 54          | 4:47        | FSU         | FG de 38 yards par K Ricky Aguayo | 6     | 20    |
| 3           | 7:34        | 14          | 46          | 7:26        | MICH        | FG de 37 yards par K Kenny Allen | 9     | 20    |
| 3           | 0:54        | -           | -           | -           | MICH        | TD à la suite d'une interception retournée de 14 yards par LB Mike McCray (la tentative de conversion à 2 points à la passe échoue)                        | 15    | 20    |
| 4           | 11:38       | 7           | 75          | 4:16        | FSU         | TD à la suite d'une course de 3 yards par QB Deondre Francois (+ 1 point de conversion par K Ricky Aguayo)                                                 | 15    | 27    |
| 4           | 5:22        | 7           | 37          | 2:36        | MICH        | TD de 8 yards par FB Khalid Hill à la suite d'une réception de passe de QB Wilton Speight (+ 1 point de conversion par K Kenny Allen)                      | 22    | 27    |
| 4           | 1:57        | 5           | 61          | 2:17        | MICH        | TD à la suite d'une course de 302 yards par RB Chris Evans (+ 2 point de conversion, passe de QB Wilton Speight vers WR Amara Darboh complétée)            | 30    | 27    |
| 4           | 0:36        | 4           | 34          | 1:21        | FSU         | TD de 12 yards par WR Nyquan Murray à la suite d'une réception de passe de QB Deondre Francois (la tentative de conversion par K Ricky Aguayo est bloquée) | 30    | 33    |
| 4           | 0:36        | -           | -           | -           | MICH        | 2 points par S Josh Metellus à la suite du retour du coup de pied bloqué de K Ricky Aguayo                                                                 | 32    | 33    |
| Score final | Score final | Score final | Score final | Score final | Score final | Score final | 32    | 33    |

## Statistiques[6]
| Statistiques par équipe                |                          |                           |
| Statistiques                           | MICH                     | FSU                       |
| 1er down                               | 16                       | 15                        |
| 1er down à la course                   | 5                        | 7                         |
| 1er down à la passe                    | 10                       | 5                         |
| 1er down suite pénalité                | 1                        | 3                         |
| Conversion de 3e down                  | 7/20                     | 3/13                      |
| Conversion de 4e down                  | 1/2                      | 1/1                       |
| Jeux–yards                             | 74/252                   | 62/371                    |
| Yards à la course                      | 36 courses pour 89 yards | 35 courses pour 149 yards |
| Yards à la passe                       | 163                      | 222                       |
| Passes : Réussies-Tentées-Interceptées | 21/38, 1 int.            | 9/27, 1 int.              |
| Réussite en zone rouge/chances         | 4/4                      | 3/3                       |
| TD                                     | 3                        | 4                         |
| Field Goals                            | 3/3                      | 2/2                       |
| Sacks (Nombre-Yards perdus)            | 2/22                     | 4/26                      |
| Fumbles (Nombre/Perdus)                | 0/0                      | 2/1                       |
| Pénalités (Nombre/Yards perdus)        | 4/37                     | 7/65                      |
| Temps de possession                    | 34:17                    | 25:43                     |

| Meilleur joueur (MVP) |        |               |
| Nom                   | Équipe | Poste         |
| Dalvin Cook           | RB     | Florida State |

| Statistiques individuelles |                  |                                               |
| Quaterbacks                |                  |                                               |
| MICH                       | Wilton Speight   | 21/38, 163 yards, 1 TD, 1 int., 4 sacks subis |
| FSU                        | Deondre Francois | 9/27, 222 yards, 2 TDs, 1 int., 2 sacks subis |
| Meilleurs coureurs         |                  |                                               |
| MICH                       | Chris Evans      | 8 courses pour 49 yards, 1 TD                 |
| FSU                        | Dalvin Cook      | 20 courses pour 145 yards, 1 TD               |
| Meilleurs receveurs        |                  |                                               |
| MICH                       | Amara Darboh     | 5 réceptions pour 36 yards                    |
| FSU                        | Nyquan Murray    | 2 réceptions pour 104 yards, 0 TD             |
| Meilleurs tackleurs        |                  |                                               |
| MICH                       | Thomas Dymonte   | 5 tacles en solo et 2 assistes                |
| FSU                        | Matthew Thomas   | 9 tacles en solo et 6 assistes                |